# Тамбовська фортеця
Тамбовська фортеця — фортеця, споруджена у 1731 за зразковим проектом фортець Української лінії. Розташована у селі Мар'ївка, Барвінківського району, Харківської області.

## Історія
Була побудована у 30-х роках XVIII століття за наказом генерала Йогана-Бернгара Вейсбаха. Перша назва фортеці — Бузова (Бусова). У 1738 році перейменована за назвою Тамбовського кінного полку, розташованого на цій ділянці лінії.

## Архітектура Тамбовської фортеці
Фортеця земляна, прямокутна в плані, з бастіонами на чотирьох рогах. Площа фортечного двору близько 1,4 га, в центрі знаходиться слід від колодязя. Південно-західна і південно-східна куртини посилені равелінами, спрямованими в бік річки Береки, у північно-східній куртині розташований в'їзд у фортецю шириною 10 метрів. Ширина гребеня фортечного валу в даний час складає близько 2 метрів, ширина основи валу — близько 20 метрів. Довжина фортеці (по гребеню валу) близько 800 метрів. Тамбовська фортеця з'єднувалася валом і ровом з фортецею Святого Петра та Слобідською Фортецею.